# Ramgram
Ramgram (nep. रामग्राम)  – miasto w południowym Nepalu; w prowincji numer 4. Według danych szacunkowych na rok 2011 liczyło 28 973 mieszkańców .